# Stanisław Jędrzejek
Stanisław Jędrzejek (ur. 26 listopada 1904 w Sosnowcu, zm. 2 marca 2001 w Katowicach) – polski nauczyciel, regionalista, historyk amator i poeta. 

## Życiorys
W 1926 ukończył Seminarium Nauczycielskie w Mysłowicach. Od czasów przedwojennych zbierał i spisywał opowieści, podania i legendy związane z Zagłębiem Dąbrowskim. Opublikował je w dwóch zbiorach: „Nad Brynicą i dwoma Przemszami” oraz „Sosnowiec. Opowiadania i legendy”. Walczył w kampanii wrześniowej, w której został ranny. W czasie okupacji hitlerowskiej był organizatorem tajnego nauczania. Na terenie Zamku Pieskowa Skała zorganizowano staraniem Rady Głównej Opiekuńczej internat dla polskich sierot, których był opiekunem i wychowawcą. W 1944 zdołał zbiec z terenu zamku, wydostając się poza kordon SS-manów, szukających tamże AK-owskiej radiostacji. Z AK współpracował do końca wojny. 
Po 1945 zaangażował się w działalność Związku Obrony Kresów Zachodnich oraz ZNP. Pracował jako nauczyciel i kierownik szkoły podstawowej w Szopienicach. Publikował w prasie lokalnej, wydał także wiersze i fraszki, wydane m.in. w zbiorze „Poważne przysłowia w mniej poważnych fraszkach”. Jego prace z dziedziny historii lokalnej zostały wykorzystane w monografii Mariana Kantora-Mirskiego „Z przeszłości Zagłębia Dąbrowskiego i okolicy”. Odznaczony Krzyżem Kawalerskim Orderu Odrodzenia Polski i Medalem „Za udział w wojnie obronnej 1939”. Pośmiertnie nominowany do tytułu „Sosnowiczanina stulecia”.